# Manuel Rojo del Río y Vieyra
Manuel Antonio Rojo del Río y Vieyra (né à Tula au Mexique espagnol le 24 septembre 1708 et mort à Manille aux Philippines espagnoles le 30 janvier 1764) fut archevêque de Manille et gouverneur général des Philippines.

## Biographie
Manuel Rojo était issu d’une famille de colons espagnols installés au Mexique, qui faisait alors partie de l’Empire colonial espagnol, ce qui faisait de lui un criollo (un espagnol né dans l’empire colonial). Entré dans les ordres en 1748, il fut nommé archevêque de Manille le 19 décembre 1757 et entra en fonction le 22 juillet 1759, (les Philippines étaient aussi une colonie espagnole qui dépendait alors de la vice-royauté de Nouvelle-Espagne).
En juillet 1761, il devint gouverneur général de la colonie par intérim, remplaçant Miguel Lino de Ezpeleta et dans l’attente de l’arrivée du nouveau gouverneur en poste, Francisco Javier de la Torre. Ce fut sous sa gouvernance que Manille et Cavite furent occupées par les Britanniques dans le contexte de la guerre de Sept Ans. Les Espagnols souffrirent d’une défaite humiliante à Manille qui tomba le 6 octobre 1762. Les historiens estiment de nos jours que la défaite incombe en partie à Manuel Rojo, qui était un religieux et n’avait aucune connaissance du domaine militaire,. Madrid ne renouvela d’ailleurs plus jamais l’expérience, Rojo étant le dernier religieux à gouverner l’archipel.
Il se rendit à la fin de la bataille et accepta de payer une rançon de quatre millions de dollars pour mettre fin au pillage. L’accord de reddition conclu par Rojo garantissait également le maintien du clergé en place, ainsi que le respect du catholicisme et de la propriété privée des habitants. Pacifique, il accepta globalement de parlementer avec les Britanniques et accéda à plusieurs de leurs demandes, notamment en réclamant la reddition complète de l’archipel et la reconnaissance de la souveraineté anglaise.
La Real Audiencia de Manille n’accepta toutefois pas l’acte de reddition signé par Rojo et confia le pouvoir à Simón de Anda y Salazar le 6 octobre, qui organisa la résistance dans le reste de l’archipel et maintint de fait la souveraineté espagnole sur la colonie. Rojo refusa de reconnaître en Anda le nouveau gouverneur et resta à Manille jusqu’à sa mort le 30 janvier 1764, créant une forte rivalité entre les deux hommes,. La Real Audiencia avait bel et bien le droit d’assumer le pouvoir en situation de crises militaires, et le roi valida rétrospectivement la nomination d’Anda comme gouverneur temporaire. Les Britanniques nommèrent eux aussi leur propre gouverneur pour administrer Manille le 2 novembre 1762, Dawsonne Drake, si bien que trois gouverneurs étaient simultanément en poste. 

## Sources primaires
Rojo tint un journal narrant notamment son point de vue sur les événements à Manille durant la conquête et l’occupation anglaise. Il subsiste de plus une forte correspondance de cette époque, notamment de Dawsonne Drake, de William Draper (le général qui prit Manille), de Simón de Anda et d’autres contemporains espagnols.